# 312 (szám)
A 312 (római számmal: CCCXII) egy természetes szám.

## A szám a matematikában
A tízes számrendszerbeli 312-es a kettes számrendszerben 100111000, a nyolcas számrendszerben 470, a tizenhatos számrendszerben 138 alakban írható fel.
A 312 páros szám, összetett szám, kanonikus alakban a 23 · 31 · 131 szorzattal, normálalakban a 3,12 · 102 szorzattal írható fel. Tizenhat osztója van a természetes számok halmazán, ezek növekvő sorrendben: 1, 2, 3, 4, 6, 8, 12, 13, 24, 26, 39, 52, 78, 104, 156 és 312.
A 312 négyzete 97 344, köbe 30 371 328, négyzetgyöke 17,66352, köbgyöke 6,78242, reciproka 0,0032051. A 312 egység sugarú kör kerülete 1960,35382 egység, területe 305 815,19527 területegység; a 312 egység sugarú gömb térfogata 127 219 121,2 térfogategység.